# Myrtillocactus cochal
Myrtillocactus cochal — вид растений из рода Миртиллокактус семейства Кактусовые (Cactaceae).

## Название
На полуострове Нижняя Калифорния местные жители называют этот вид кактусов cochal. Американский ботаник Чарльз Оркатт (1864—1929) использовал это слово в качестве видового эпитета, описав в 1889 году новый вид кактусов Cereus cochal. В 1909 году американские ботаники Натаниэль Роуз и Джозеф Роуз перенесли этот вид в род Миртиллокактус.

## Распространение
Встречается на северо-западе Мексики, в первую очередь на полуострове Нижняя Калифорния.
Иногда выращивается как комнатное растение.

## Биологическое описание
Растения высотой до 1 м.

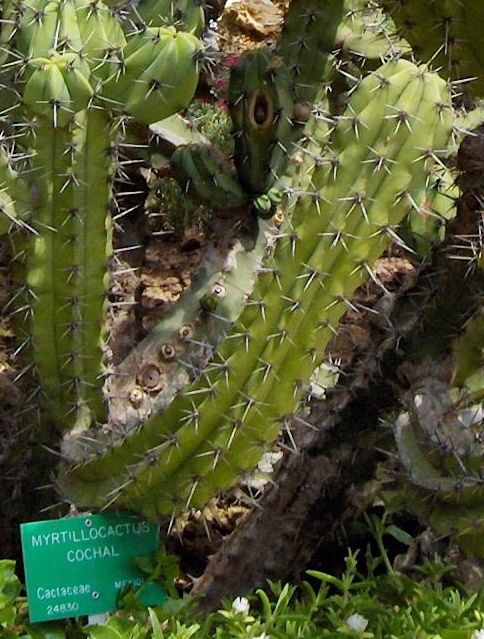

Стебли ярко-зелёные, с несильно выдающимися рёбрами. Колючки серые или чёрные, в одном пучке их 3—5, центральный шип обычно более длинный по сравнению с другими. Растение активно ветвится, из-за этого похоже на дерево.
Цветки — белые или желтоватые с зеленоватым или пурпурным оттенком. Растения цветут ранним летом.

## Природные гибриды
Описан природный гибрид, одним из родительских таксонов которого является Myrtillocactus cochal; это единственный природный гибрид с участием представителя рода Myrtillocactus:
- ×Myrtgerocactus lindsayi Moran (1962) = Bergerocactus emoryi Britton & Rose (1909) × Myrtillocactus cochal[4].

## Культивирование и агротехника
См. соответствующие разделы в статье Миртиллокактус